# Скопечек, Ян
Ян Скопечек (чеш. Jan Skopecek; 19 сентября 1925, Литомержице, Чехословакия — 27 июля 2020) — чешский и чехословацкий театральный деятель, актёр театра, кино и телевидения, драматург.

## Биография
Родился в семье торговца. По просьбе отца учился в школе коммерции, но с детства его тянуло к театру; восхищался цирком. В 1942 году не смог поступить в Пражскую консерваторию, работал токарем на заводе.
Во время Второй мировой войны, из-за своего полуеврейского происхождения, с 1944 года находился в заключении в концентрационном лагере организации Тодта.
Вскоре после войны работал в нескольких региональных театрах. Дебютировал на театральной сцене в 1949 году, был основателем пражского театра «Liben Palmovkou» и постоянным членом труппы театра. Играл в многочисленных пьесах.
В кино и на телевидении снимался, в основном, в небольших и эпизодических ролях. За свою карьеру сыграл в 229 кино-, телефильмах и сериалах.
Автор шести пьес и нескольких драматических театральных и радиопостановок.
Был женат на актрисе Вере Тиханковой.
В 2017 году был награждён медалью «За заслуги» 1 степени.

## Избранная фильмография
- 2013—2014 — Проклятье любви
- 1998 — Император и барабанщик
- 1993 — Арабелла возвращается, или Румбурак Король сказки
- 1992 — Леди Макбет Мценского уезда — мельник
- 1988 — Пан Самоходик и пражские тайны
- 1988 — Ангел искушает дьявола
- 1987 — Златовласка 2
- 1986 — Вена в 1938 году
- 1985 — Мальчик-с-пальчик — эпизод
- 1984 — С чертями не шутят
- 1984 — Любовь с запахом смолы — Крутил
- 1984 — Все должны быть в пижамах
- 1983 — Свадебное путешествие в Илью
- 1983 — Гости из будущего, или Экспедиция «Адам 84»
- 1982 — За околицей Дракон
- 1981 — Тайна Карпатского замка — мужик в кожухе
- 1981 — Каждому его небеса — Шибеник, член Небесного Сената
- 1980 — Рассвет длился всю ночь
- 1980 – Знак доблести
- 1976 — Маречек, подайте мне ручку! — секретарь
- 1976 — Лето с ковбоем
- 1976 — Завтра развернёмся, дорогая..!
- 1976 — Бурлящее вино
- 1975 — «Портниха» женится — эпизод
- 1974—1979 — Тридцать случаев майора Земана
- 1973 — Весёлая экскурсия
- 1973 — Бегемот
- 1971 — Женщины вне игры — Копржива
- 1968 — Объезд — парикмахер Иржи Тичачек
- 1968 — Марафон — немецкий капрал
- 1967 — Тайна Вильгельма Шторица
- 1967 — Клетка для двоих — Сменцик
- 1966 — Призрак замка Моррисвилль — Джон, слуга
- 1966 — Нагая пастушка — майор Бергл
- 1966 — Кто хочет убить Джесси?
- 1965 — Тридцать один градус в тени
- 1965 — Катя и крокодил — командир пожарных
- 1963 — Король королю — камердинер
- 1962 — Оранжевая луна
- 1960 — Скорый до Остравы — Клир
- 1960 — Ромео, Джульетта и тьма
- 1960 — Дело Лупинек — пожарный
- 1960 — Высший принцип
- 1960 — Весенний воздух
- 1959 — Принцесса с золотой звездой — стражник
- 1958 — Заблудившееся орудие
- 1957 — Школа отцов
- 1957 — Швейк на фронте
- 1956 — Бравый солдат Швейк — высокий доктор
- 1954 — Ботострой